# 滝口正哉
滝口 正哉（たきぐち まさや、1973年 -　）は日本の歴史学者・博物館学者。徳川林政史研究所研究員。博士（文学）。祖父は考古学者滝口宏。

## 来歴
東京都新宿区出身。1996年早稲田大学教育学部社会科地理歴史専修卒業。1999年立正大学大学院文学研究科史学専攻入学。同大大学院にて竹内誠の指導を受ける。2005年同大大学院文学研究科博士課程満期退学。2007年「江戸における御免富の研究」において博士（文学）を取得。千代田区教育委員会文化財調査指導員・東京都公文書館専門員を経て、2020年度より2024年度まで立教大学文学部特任准教授をつとめた。また早稲田大学・東京都立大学・東京外国語大学・武蔵大学・日本女子大学・立正大学等で日本文化史・博物館学を講じる。

## 業績
専門は日本近世都市史・博物館学・日本文化史。特に富くじ・千社札・天下祭研究の第一人者。

## 著書
- 千社札にみる江戸の社会（同成社 2008年）
- 江戸の社会と御免富ー富くじ・寺社・庶民（岩田書院 2009年）
- 江戸の祭礼と寺社文化（同成社 2018年）

## 共編著・監修
- 赤坂氷川神社の歴史と文化（都市出版 2016年）
- 歴史館ー日本史の大事件そのとき世界は（監修　小学館 2020年）
- 郷土史大系―宗教・教育・芸能・地域文化（吉原健一郎・西海賢二共編 朝倉書店 2020年）
- 江戸の庶民文化（監修　岩田書院 2021年）